# Copris corniger
Copris corniger är en skalbaggsart som beskrevs av Sahlberg 1823. Copris corniger ingår i släktet Copris och familjen bladhorningar. Inga underarter finns listade i Catalogue of Life.